# 2013 ND15
2013 ND15, também escrito como 2013 ND15, é um asteroide Aton que é um troiano temporário de Vênus, é o primeiro troiano de Vênus conhecido. O mesmo possui uma magnitude absoluta de 24,1 e tem um diâmetro com cerca de 40-100 metros.

## Descoberta
2013 ND15 foi descoberto no dia 13 de julho de 2013 pelo Pan-STARRS 1.

## Órbita
A órbita de 2013 ND15 tem uma excentricidade de 0,6116 e possui um semieixo maior de 0,7235 UA. O seu periélio leva o mesmo a uma distância de 0,2810 UA em relação ao Sol e seu afélio a 1,1660 UA.

## Estado dinâmico de troiano e evolução orbital
2013 ND15 foi identificado como um troiano de Vênus na sequência de uma órbita girando em torno do ponto de Lagrange L4 de Vênus. Além de ser um coorbital de Vênus, este asteroide é também um cruzador de Mercúrio e da Terra. 2013 ND15 tem comportamento ressonante (ou quase ressonante) com Mercúrio, Vênus e Terra. A sua evolução dinâmica de curto prazo é diferente da dos outros três coorbitais de Vênus, (322756) 2001 CK32, 2002 VE68 e 2012 XE133.

## Objeto potencialmente perigosa
2013 ND15 não está incluído na lista do Minor Planet Center como um objeto potencialmente perigoso, porque sua magnitude absoluta é superior a 22,0, embora esteja periodicamente dentro de 0,05 UA da Terra. Ele vai se aproximar da Terra em 0,077 UA em 21 de junho de 2016.